# Canton de Clermont-Ferrand-1
Le canton de Clermont-Ferrand-1 est une circonscription électorale française du département du Puy-de-Dôme.

## Histoire
Un nouveau découpage territorial du Puy-de-Dôme entre en vigueur à l'occasion des élections départementales de 2015. Il est défini par le décret du 21 février 2014, en application des lois du 17 mai 2013 (loi organique 2013-402 et loi 2013-403). Les conseillers départementaux sont, à compter de ces élections, élus au scrutin majoritaire binominal mixte. Les électeurs de chaque canton élisent au Conseil départemental, nouvelle appellation du Conseil général, deux membres de sexe différent, qui se présentent en binôme de candidats. Les conseillers départementaux sont élus pour 6 ans au scrutin binominal majoritaire à deux tours, l'accès au second tour nécessitant 12,5 % des inscrits au 1er tour. En outre la totalité des conseillers départementaux est renouvelée. Ce nouveau mode de scrutin nécessite un redécoupage des cantons dont le nombre est divisé par deux avec arrondi à l'unité impaire supérieure si ce nombre n'est pas entier impair, assorti de conditions de seuils minimaux. Dans le Puy-de-Dôme, le nombre de cantons passe ainsi de 61 à 31.
Le canton de Clermont-Ferrand-1 est formé d'une fraction de la commune de Clermont-Ferrand. Il est entièrement inclus dans l'arrondissement de Clermont-Ferrand. Le bureau centralisateur est situé à Clermont-Ferrand.

## Représentation
| Période élective | Période élective | Mandat | Mandat                | Identité               | Nuance | Nuance | Qualité |
| ---------------- | ---------------- | ------ | --------------------- | ---------------------- | ------ | ------ | --- |
| 2015             | 2021             | 2015   | 2021                  | Valérie Bernard        |        | DVG    | Chargée de projet insertion, conseillère municipale de Clermont-Ferrand |
| 2015             | 2021             | 2015   | 2021                  | Alexandre Pourchon     |        | PS     | Chef d'entreprise, ancien conseiller général du canton de Clermont-Ferrand-Nord (1995-2015) 1er vice-président chargé des solidarités sociales (aide sociale à l'enfance, placement familial, RSA, programme départemental d'insertion, dispensaire Émile-Roux, circonscriptions d'action médico-sociale, économie sociale et solidaire) |
| 2021             | 2028             | 2021   | en cours              | Valérie Bernard        |        | DVG    | Chargée de projet insertion, conseillère municipale de Clermont-Ferrand, membre de Génération.s |
| 2021             | 2028             | 2021   | Décembre 2023 (décès) | Alexandre Pourchon     |        | PS     | Conseiller sortant |
| 2021             | 2028             | 2023   | 2024 (démission)      | Mohammed Ait El Mouden |        | PS     | Chef d'entreprise |
| 2021             | 2028             | 2024   | en cours              | Karim Srikah           |        | PS     | Fonctionnaire territorial |

### Résultats détaillés

#### Élections de mars 2015
À l'issue du 1er tour des élections départementales de 2015, deux binômes sont en ballottage : Valérie Bernard et Alexandre Pourchon (Union de la Gauche, 30,47 %) et Anne Faurot et Steven Seksek (FN, 24,24 %). Le taux de participation est de 40 % (4 767 votants sur 11 918 inscrits) contre 52,8 % au niveau départemental et 50,17 % au niveau national.
Au second tour, Valérie Bernard et Alexandre Pourchon (Union de la Gauche) sont élus avec 65,54 % des suffrages exprimés et un taux de participation de 40,34 % (2 853 voix pour 4 808 votants et 11 918 inscrits).
Valérie Bernard est membre de Génération.s (groupe La Gauche 63, opposition départementale).

#### Élections de juin 2021
Le premier tour des élections départementales de 2021 est marqué par un très faible taux de participation (33,26 % au niveau national). Dans le canton de Clermont-Ferrand-1, ce taux de participation est de 20,38 % (2 357 votants sur 11 566 inscrits) contre 36,11 % au niveau départemental. À l'issue de ce premier tour, deux binômes sont en ballottage : Valérie Bernard et Alexandre Pourchon (Union à gauche, 38,43 %) et Louis Coustes et Fabienne Montel (LR, 24,34 %).
Le second tour des élections est marqué une nouvelle fois par une abstention massive équivalente au premier tour. Les taux de participation sont de 34,36 % au niveau national, 37,4 % dans le département et 21,3 % dans le canton de Clermont-Ferrand-1. Valérie Bernard et Alexandre Pourchon (Union à gauche) sont élus avec 54,07 % des suffrages exprimés (1 249 voix pour 2 464 votants et 11 566 inscrits),,.

## Composition
| Nom                                      | Code Insee | Intercommunalité            | Superficie (km2) | Population (dernière pop. légale)                 | Densité (hab./km2) | Modifier                                    |
| ---------------------------------------- | ---------- | --------------------------- | ---------------- | ------------------------------------------------- | ------------------ | ------------------------------------------- |
| Clermont-Ferrand (bureau centralisateur) | 63113      | Clermont Auvergne Métropole | 42,67            | Fraction : 22 127 (2022) Commune : 147 751 (2022) | 3 463              | modifier les données · modifier les données |
| Canton de Clermont-Ferrand-1             | 6310       |                             |                  | 22 127 (2022)                                     |                    | modifier les données                        |

Le canton de Clermont-Ferrand-1 comprend la partie de la commune de Clermont-Ferrand située au nord de l'axe des voies et limites suivantes : depuis la limite territoriale de la commune de Blanzat, ruisseau du Cheval, chemin de la Concordance, limite entre les parcelles cadastrales MY et MR, rue de la Fontcimagne, rue du Crouzet, rue du Docteur-Bousquet, boulevard Étienne-Clémentel, boulevard Léon-Jouhaux, boulevard Vincent-Auriol jusqu'à l'intersection avec la rue du Moulin-des-Trois-Roues, ligne de chemin de fer, boulevard Ambroise-Brugière, boulevard Saint-Jean, avenue de l'Agriculture, avenue du Brézet jusqu'à la limite territoriale de la commune de Lempdes.

## Démographie
En 2022, le canton comptait 22 127 habitants, en évolution de −1,02 % par rapport à 2016 (Puy-de-Dôme : +2,1 %, France hors Mayotte : +2,11 %).
| 2013   | 2018   | 2022   |
| ------ | ------ | ------ |
| 22 109 | 22 250 | 22 127 |